# Morris Ital
Der Morris Ital (ADO73) war ein Pkw-Modell der British Leyland Motor Corporation (BLMC), das von Oktober 1980 bis Dezember 1984 produziert wurde. Es war der Nachfolger des Morris Marina und basierte wie dieser zu großen Teilen auf der Technik des Morris Minor von 1948. Der Ital war der letzte Neuwagen der BLMC, der unter dem Markennamen Morris verkauft wurde. Fast 15 Jahre nach der Produktionseinstellung in Europa erschien der Ital unter anderer Bezeichnung und mit veränderter Technik erneut in China.

## Entstehungsgeschichte

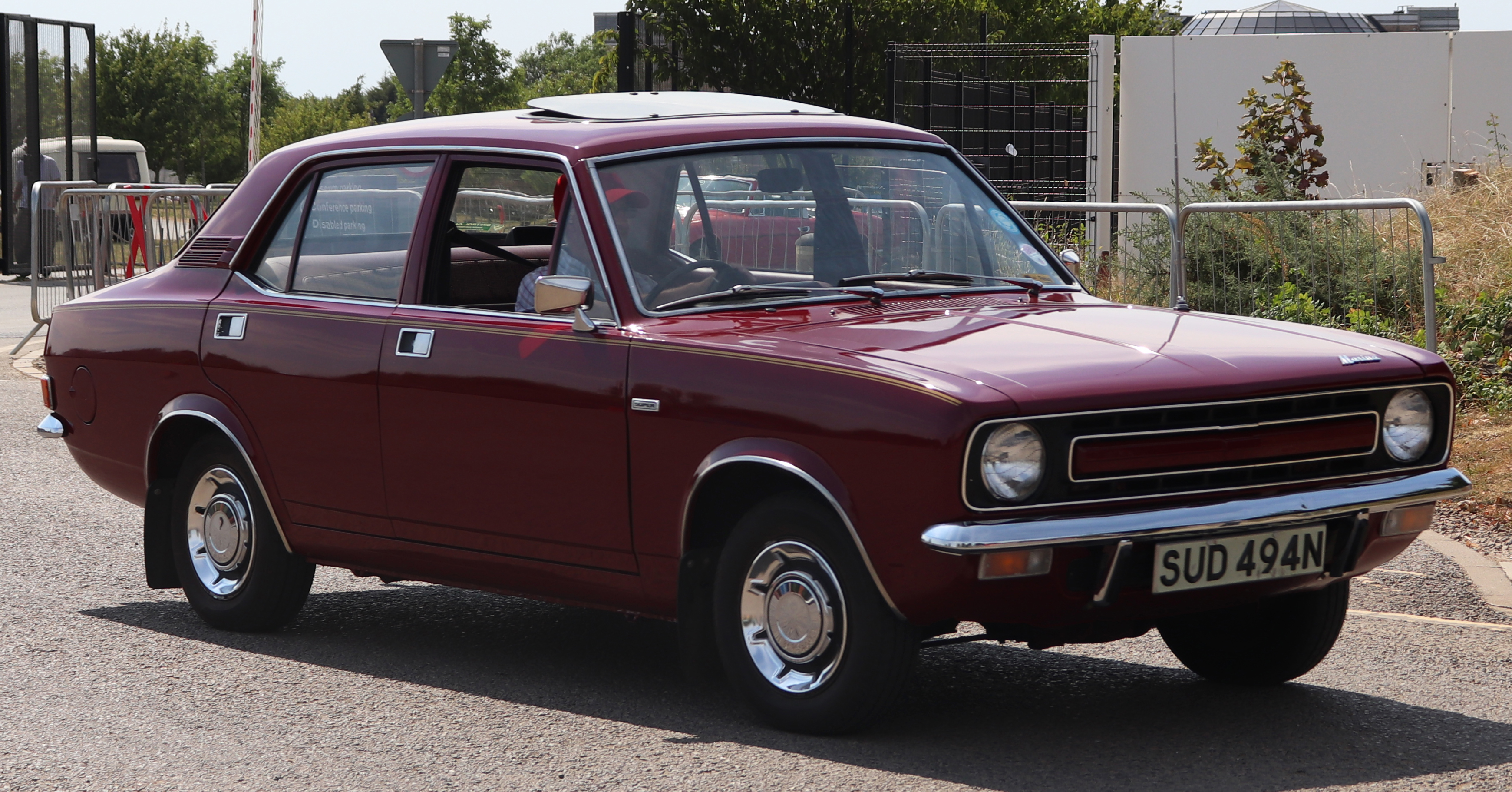
Vorläufer: Morris Marina

BLMC hatte im Frühjahr 1971 den Marina (ADO 28) als einfachen, preiswerten Konkurrenten des Ford Cortina eingeführt. Um die Produktionskosten gering zu halten und bestmögliche Zuverlässigkeit zu erreichen, griff das Konstruktionsteam auf das Fahrwerk und auf zahlreiche weitere Komponenten des bereits 15 Jahre alten Morris Minor zurück, andere Teile waren dem Triumph Dolomite entnommen. Der Marina war am Markt erfolglos; schlechte Verarbeitungsqualität und vor allem ein sehr schwieriges Fahrverhalten standen dem Erfolg des Modells entgegen.
Anfänglich hatte BLMC geplant, den Marina 1975 durch eine modernere Neukonstruktion zu ersetzen. Der Konkurs des Unternehmens beendete aber frühzeitig die Entwicklungsarbeiten an diesem intern ADO 77 genannten Modell. Stattdessen wurde der Marina gegen Ende 1975 technisch überarbeitet. Er erhielt ein neues Fahrwerk; die Karosserie blieb allerdings unverändert. Der als Marina II (bzw. ADO 73) bezeichnete Wagen wurde bis Herbst 1980 verkauft.
1980 entschied sich BLMC für eine weitere Überarbeitung des „antiquierten“ Fahrzeugs. Ziel war es, mit möglichst geringem Aufwand weiter im Marktsegment der unteren Mittelklasse präsent zu sein und die Zeit bis zur Vorstellung der gänzlich neuen Frontantriebsmodelle Austin Maestro bzw. Montego zu überbrücken. Die finanziellen Möglichkeiten waren dementsprechend begrenzt: Das Entwicklungsteam hatte ein Budget von lediglich 5 Millionen £ zur Verfügung. Die Änderungen gegenüber dem Marina beschränkten sich auf stilistische Details.
Das Design des Marina-Nachfolgers wurde in Leylands eigenem Studio unter der Leitung von Harris Mann entwickelt. Entgegen einer vielfach verbreiteten Darstellung war das italienische Designstudio Italdesign nicht an der Gestaltung des Facelift beteiligt. Italdesign erhielt lediglich den Auftrag, technische Zeichnungen zu erstellen, die die Grundlage für die spätere Produktion der Karosserie werden sollten, weil BLMC aus Kapazitätsgründen nicht dazu in der Lage war. Einer Quelle zufolge waren die Arbeiten Italdesigns nicht brauchbar, weil sie im metrischen System erstellt waren, während der Marina im Zollsystem konstruiert war. Die Zeichnungen mussten daraufhin bei Pressed Steel erneut angefertigt werden; hier erledigten Lehrlinge die Arbeit. Um gleichwohl das Renommee von Italdesign nutzbar zu machen, entschied sich das BLMC früh, einen ausdrücklichen Hinweis auf das italienische Designstudio in die Modellbezeichnung aufzunehmen. Anfänglich hatte der Wagen Morris Marina Ital heißen sollen; Michael Edwardes, der damalige CEO von BLMC, sah allerdings die deutliche Verweisung auf den Vorgänger Marina als potentiell verkaufsschädigend an und beschränkte die Modellbezeichnung auf Ital.
Der Ital hatte – nicht zuletzt wegen seines Hinterradantriebs – den Ruf eines unkomplizierten Autos, das sich mit geringen Unterhaltskosten betreiben ließ. Konservative Kunden, die Vorbehalte gegenüber dem sich auch in Großbritannien durchsetzenden Frontantrieb hatten, kauften den Ital ebenso wie Flottenbetreiber und Taxiunternehmen.
Ein ähnlicher Versuch, ein veraltetes BLMC-Auto zu modernisieren, war der 1982 vorgestellte Austin Ambassador.

## Modellbeschreibung
Der Morris Ital war als viertürige Stufenhecklimousine, als fünftüriger Kombi, als dreitüriger Lieferwagen (Van) und Pick-up erhältlich. Die zweitürige Fließheckversion, die es noch beim Marina gegeben hatte, entfiel.

### Karosserie

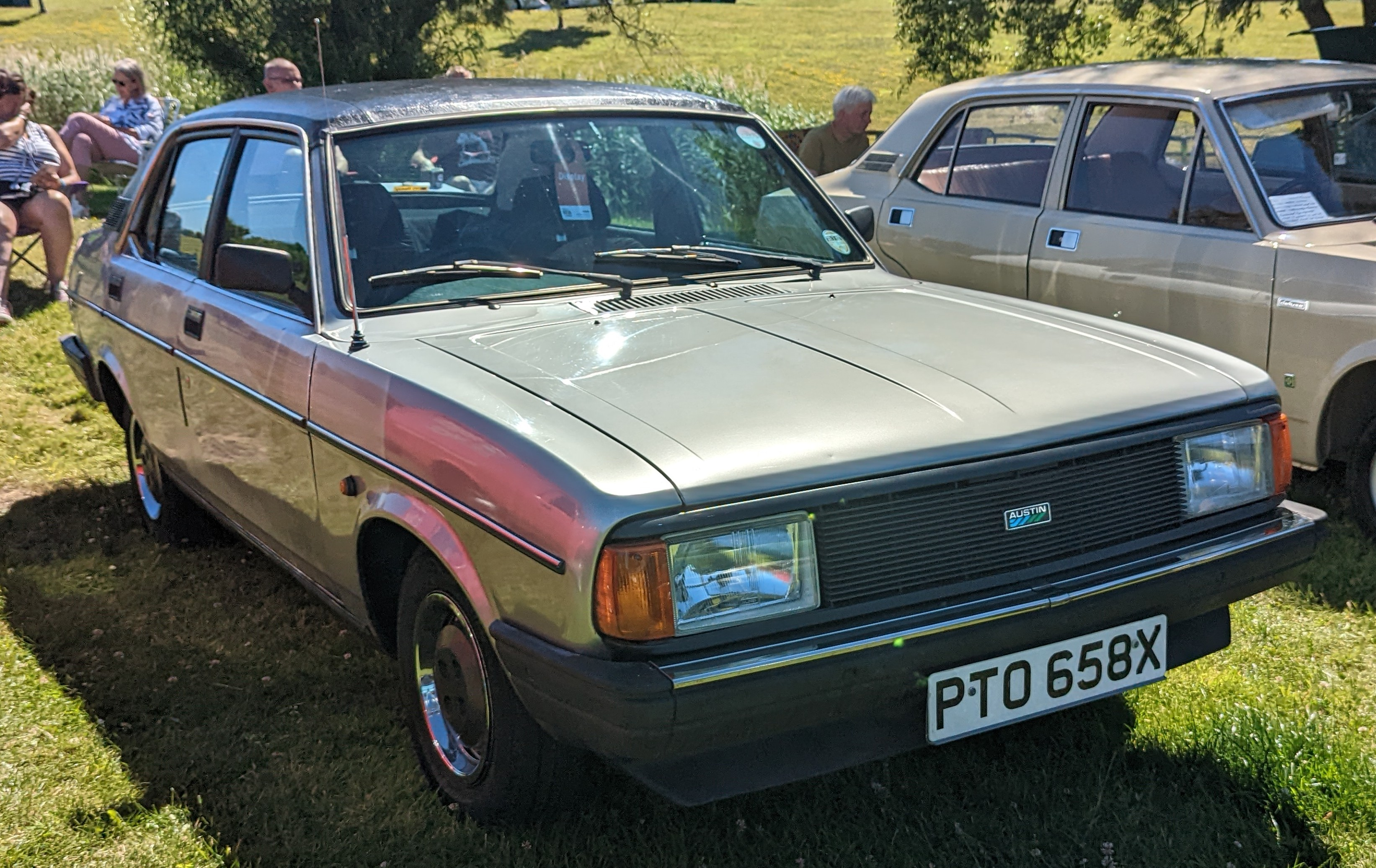
Morris Ital: Marina-Karosserie mit Kunststoffeinsätzen

Die Karosserie des Ital entspricht grundsätzlich der des Morris Marina. Die Rohkarosserie und sämtliche äußeren Bleche blieben unverändert, sodass die Presswerkzeuge des alten Modells weiterverwendet werden konnten. Die stilistischen Änderungen betrafen nur Details:
- Die Frontpartie erhielt Breitbandscheinwerfer und seitlich in die Kotflügel hineinragende Blinker. Die Scheinwerfer und Blinker nutzen die unveränderte Kühlluftöffnung der Marina-Karosserie. Um die Kühleröffnung niedriger und breiter erscheinen zu lassen, ist oberhalb ein breiter Kunststroffstreifen eingebaut.
- An der Heckpartie wurden neue, große Rückleuchten installiert.
- Vorn und hinten erhielt das Auto großvolumige Kunststoffstoßfänger, die vorn bis an die Radkästen heranreichen.

### Antriebstechnik

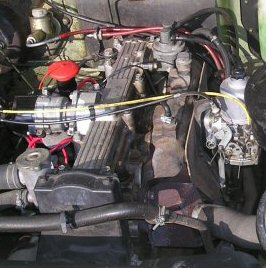
Vierzylindermotor der O-Serie

Der Ital wird von Reihenvierzylindermotoren angetrieben, die vorn längs eingebaut sind. Alternativ waren ein 1,3 Liter großer Vierzylindermotor der A-Serie oder zwei 1,7 bzw. 2,0 Liter große Vierzylindermotoren der (etwas moderneren) O-Serie erhältlich. In Portugal wurde 1981 kurzzeitig eine Version mit einem 1,4 Liter großen und 37 kW starken Dieselmotor hergestellt.
Die Kraft wird über ein handgeschaltetes Vierganggetriebe auf die Hinterräder übertragen.

### Fahrwerk
Der Ital übernahm zunächst das Fahrwerk des Marina. Vorn sind hier wie dort Doppelquerlenker eingebaut; Drehstabfedern und Hebelstoßdämpfer dienen als obere Querlenker. Hinten ist eine an Blattfedern geführte Starrachse eingebaut.
1982 überarbeitete BLMC das Fahrwerk. An den Vorderrädern wurden Teleskopstoßdämpfer eingeführt, hinten kam neu konstruierte Blattfedern hinzu. Dadurch verbesserte sich das Fahrverhalten des Ital erheblich.

## Produktion und Bestand
BLMC produzierte den Ital für den heimischen Markt anfänglich in Cowley, ab 1982 entstanden die Autos in Longbridge. Der Ital blieb vier Jahre lang in Produktion. In dieser Zeit entstanden 175.276 Fahrzeuge.
Der Morris Ital ist 35 Jahre nach seiner Produktionseinstellung nahezu vollständig aus dem Straßenbild verschwunden. In Großbritannien waren 2005 noch 185 Exemplare zugelassen, zehn Jahre später nur noch 35.

## Lokale Varianten

### Portugal

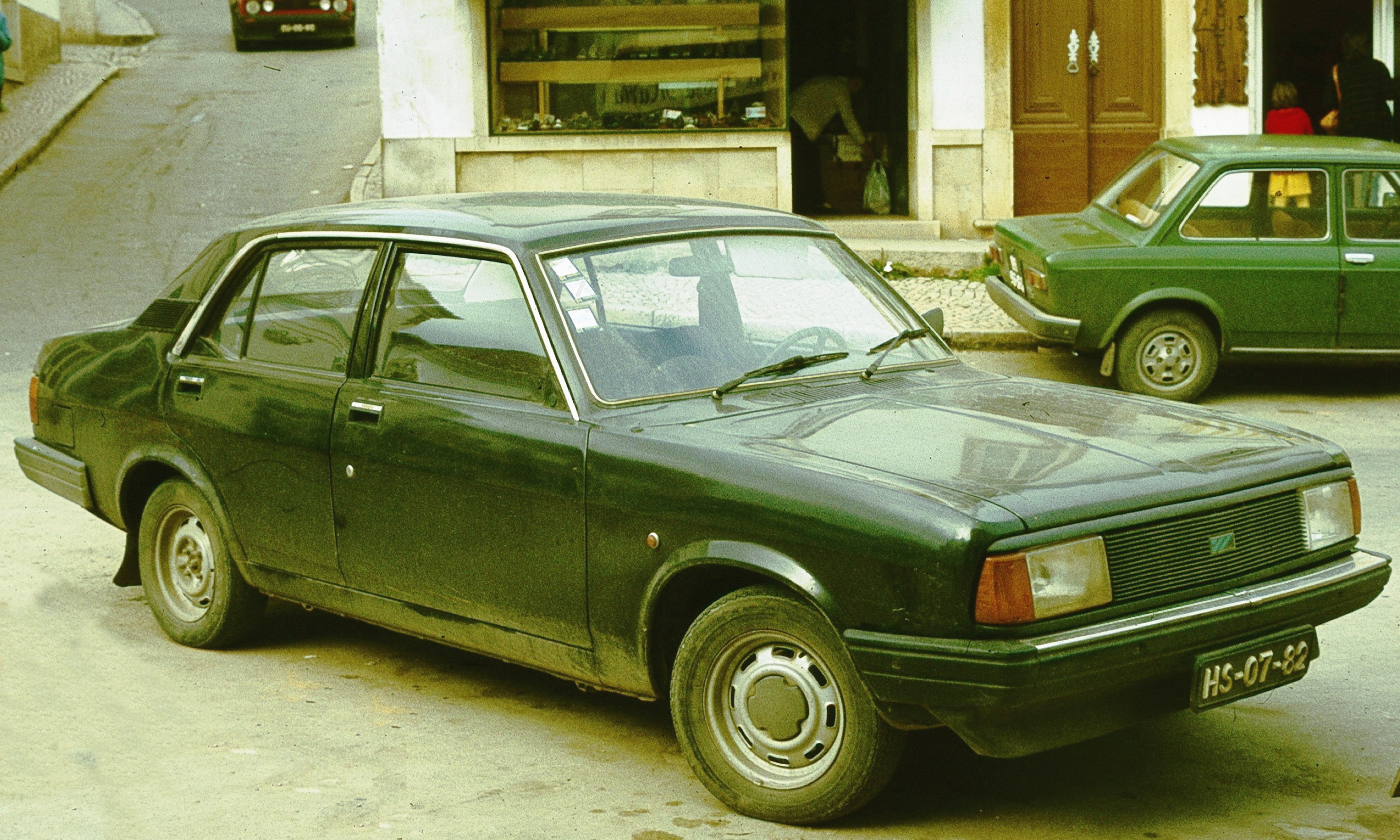
Ein portugiesischer Marina (Ital)

Das in der portugiesischen Hafenstadt Setúbal gelegene Montagewerk Industria de Montagem de Automoveis (IMA) baute seit den 1960er-Jahren einige BLMC-Modelle im CKD-Verfahren für den heimischen Markt. 1980 begann dort die Fertigung des Ital, der in Portugal weiterhin als Morris Marina verkauft wurde. Äußerlich waren die portugiesischen Modelle identisch mit den in Großbritannien gefertigten Autos. Die Antriebstechnik war allerdings eigenständig. Alle in Portugal gebauten Autos waren mit einem 1,5 Liter großen Dieselmotor ausgestattet, der zur BLMC-B-Serie gehört. Eine entsprechende Motorisierung hatte IMA bereits ab 1976 für den vor Ort produzierten Morris Marina angeboten. Die Motorleistung wurde mit 37 bhp (28 kW; 38 PS) angegeben, die Höchstgeschwindigkeit lag bei 70 mph (112 km/h). Die Autos wurden regelmäßig im Taxibetrieb eingesetzt. Etwa 1982 endete die Fertigung des Marina/Ital in Setúbal. Das Werk begann danach mit dem Bau des Mini Moke.

### Pakistan
Nach der Einstellung der Produktion in Großbritannien kündigte BLMC den Bau eines neuen Werks in der pakistanischen Stadt Lahore an, wo die Fertigung des Ital für Südasien fortgesetzt werden sollte. Daraus wurde nichts.

### China
1998 und 1999 wurde der Ital in China neu aufgelegt. Das Unternehmen Chengdu Auto Works stellte unter den Modellbezeichnungen Huandu CAC1020, CAC5020, CAC5026 und CAC6430 einige Kombi-, Van- und Pick-up-Versionen des Ital her. Die Autos verwenden britische Rohkarosserien, haben aber ein eigenes, in China entwickeltes Chassis. Insgesamt wurden 148 Autos gebaut.

## Galerie

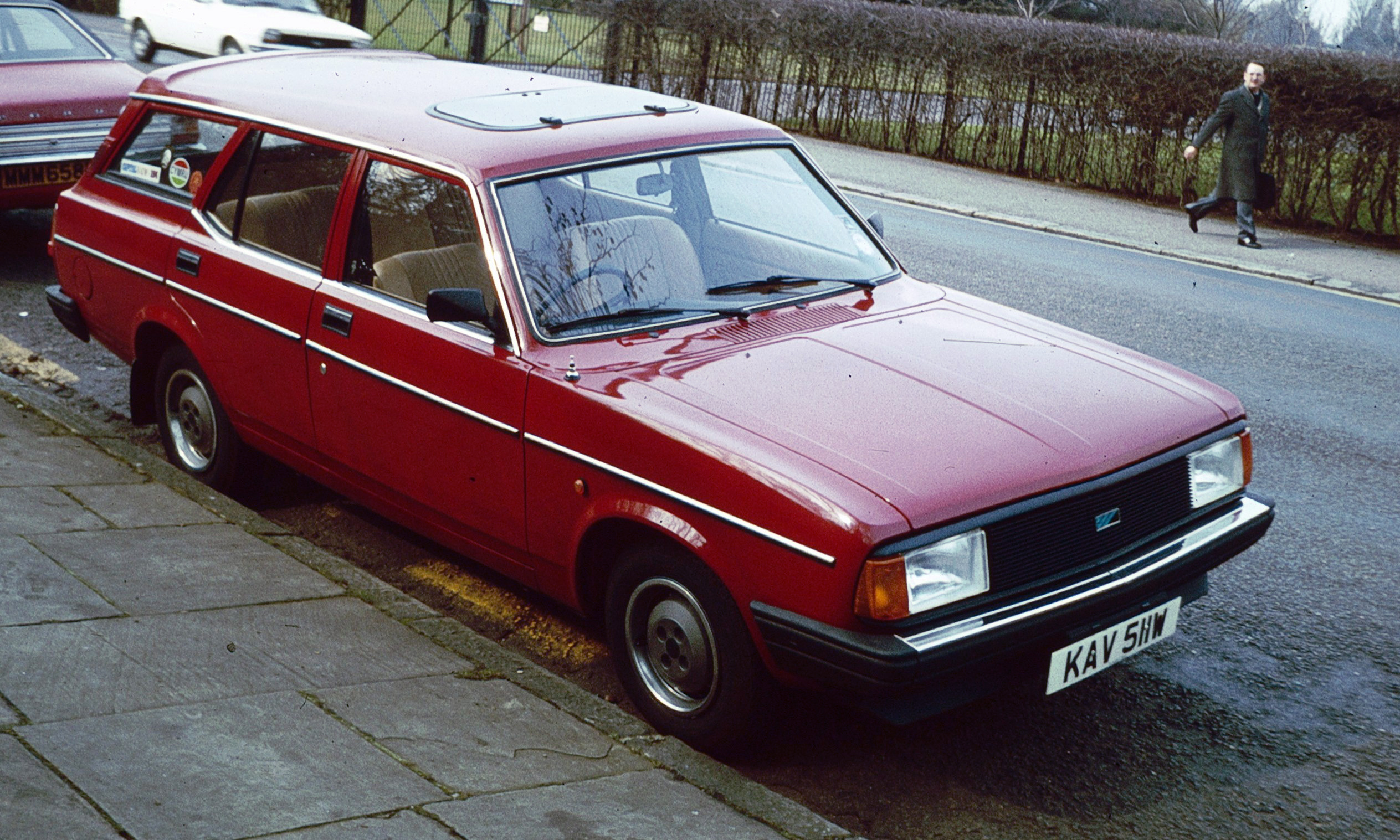
Morris Ital Estate
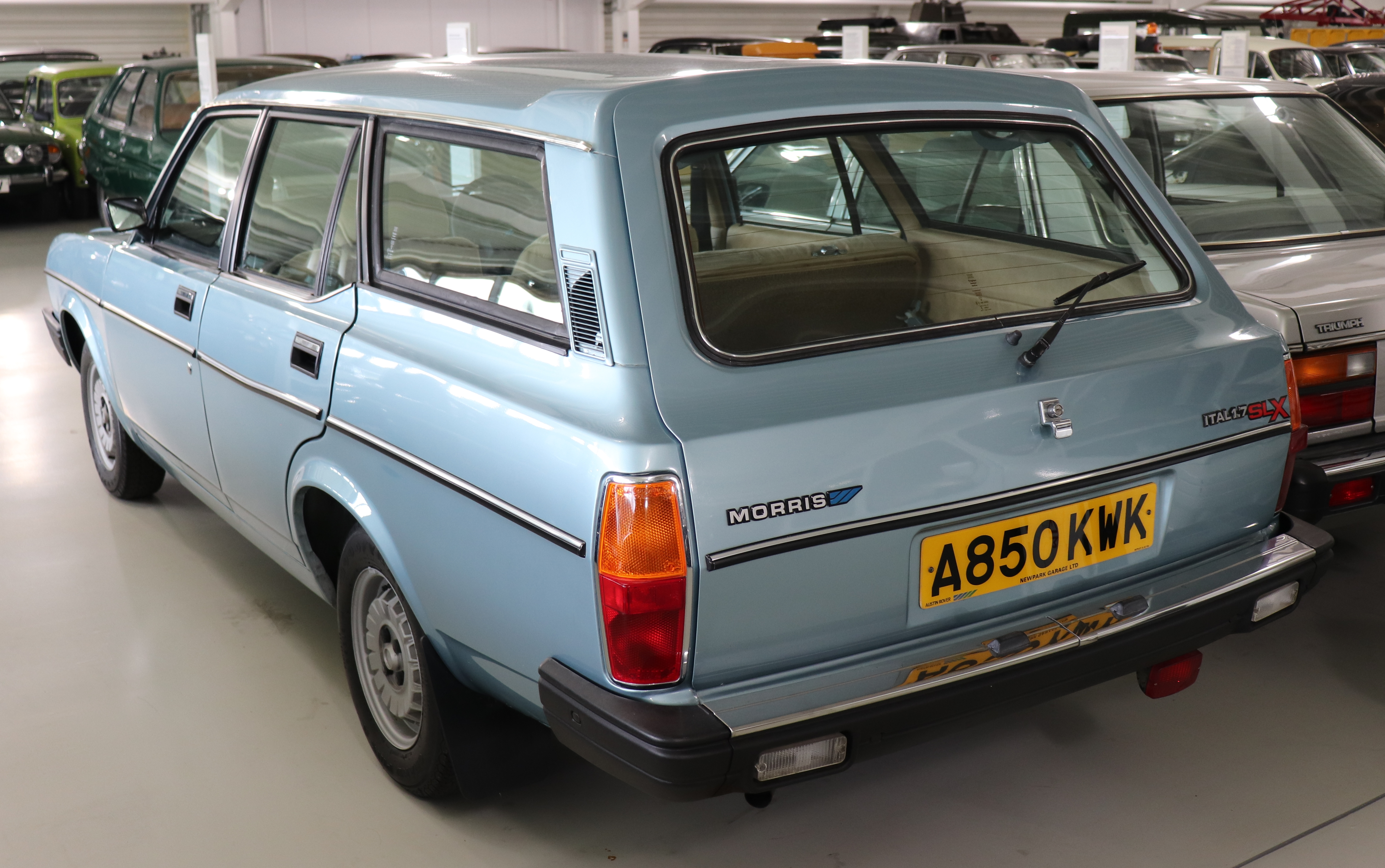
Morris Ital Estate
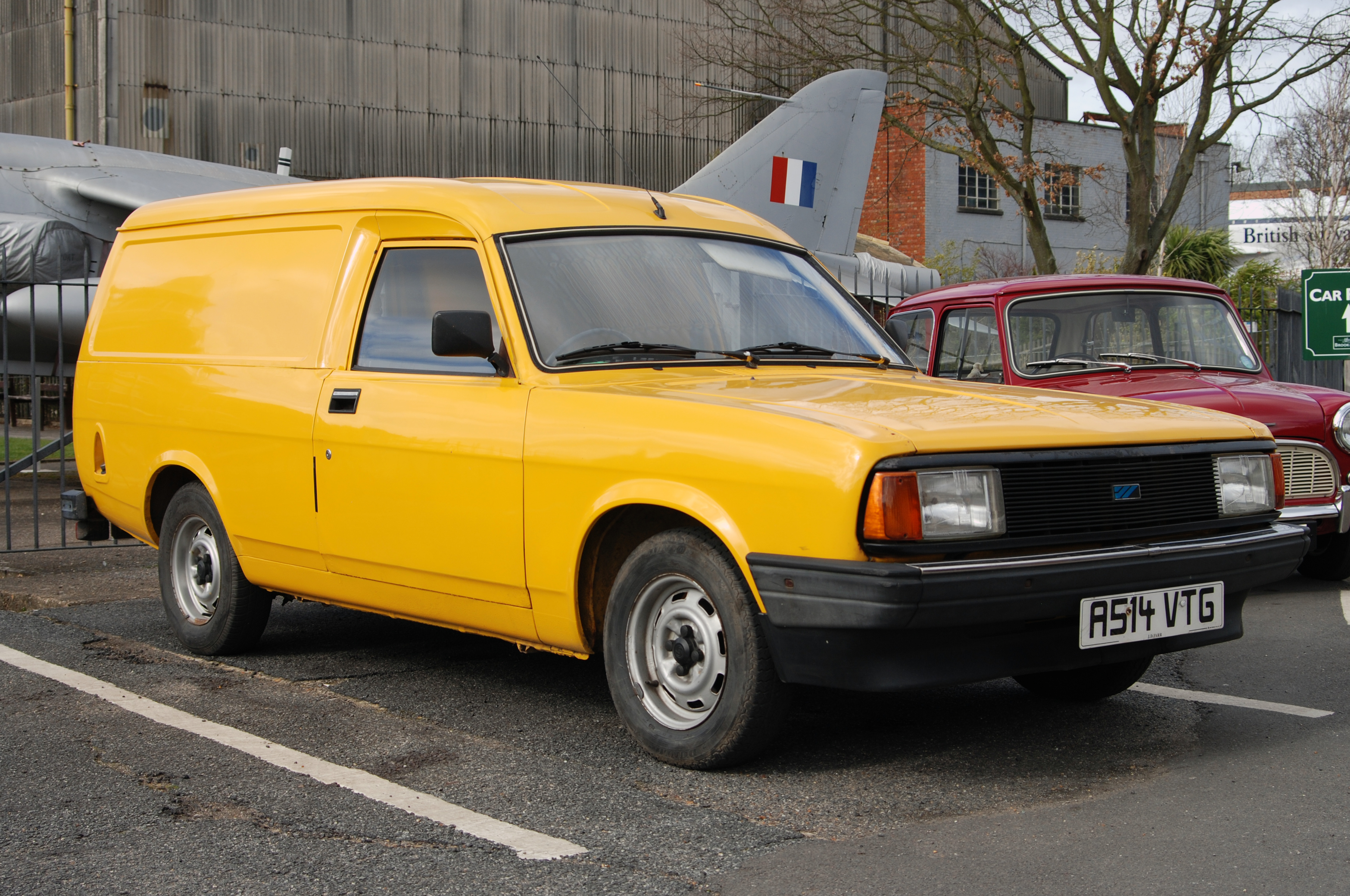
Morris Ital Van

## Technische Daten
| Technische Daten Morris Ital     | Technische Daten Morris Ital                                             | Technische Daten Morris Ital                                             | Technische Daten Morris Ital                |
| Morris                           | Ital 1,3                                                                 | Ital 1,7                                                                 | Ital 2,0                                    |
| -------------------------------- | ------------------------------------------------------------------------ | ------------------------------------------------------------------------ | ------------------------------------------- |
| Motor:                           | Vierzylinder-Reihenmotor (Viertakt)                                      | Vierzylinder-Reihenmotor (Viertakt)                                      | Vierzylinder-Reihenmotor (Viertakt)         |
| Hubraum:                         | 1256 cm³                                                                 | 1695 cm³                                                                 | 1994 cm³                                    |
| Bohrung × Hub:                   | 70,6 × 81,3                                                              | 84,5 × 75,6                                                              | 85,0 × 89,0                                 |
| Leistung bei 1/min:              | 45 kW (61 PS) bei 5400                                                   | 57 kW (77 PS) bei 5180                                                   | 67 kW (90 PS) bei 4750                      |
| Max. Drehmoment bei 1/min:       | 94 Nm bei 3000                                                           | 126 Nm bei 3480                                                          | 154 Nm bei 3250                             |
| Verdichtung:                     | 9,4 : 1                                                                  | 9,0 : 1                                                                  | 9,0 : 1                                     |
| Gemischaufbereitung:             | Einfachvergaser (SU)                                                     | Einfachvergaser (SU)                                                     | Einfachvergaser (SU)                        |
| Ventilsteuerung:                 | OHV-Ventilsteuerung                                                      | OHC-Ventilsteuerung                                                      | OHC-Ventilsteuerung                         |
| Kühlung:                         | Wasserkühlung                                                            | Wasserkühlung                                                            | Wasserkühlung                               |
| Getriebe:                        | manuelles Vierganggetriebe Dreigangautomatik auf Wunsch Hinterradantrieb | manuelles Vierganggetriebe Dreigangautomatik auf Wunsch Hinterradantrieb | Dreigangautomatik Hinterradantrieb          |
| Radaufhängung vorn:              | Querlenker Drehstäbe                                                     | Querlenker Drehstäbe                                                     | Querlenker Drehstäbe                        |
| Radaufhängung hinten (mm):       | Starrachse Halbelliptikfedern                                            | Starrachse Halbelliptikfedern                                            | Starrachse Halbelliptikfedern               |
| Bremsen:                         | Scheibenbremsen vorn, Trommelbremsen hinten                              | Scheibenbremsen vorn, Trommelbremsen hinten                              | Scheibenbremsen vorn, Trommelbremsen hinten |
| Karosserie:                      | Stahl                                                                    | Stahl                                                                    | Stahl                                       |
| Spurweite vorn/hinten (mm):      | 1321 / 1321                                                              | 1321 / 1321                                                              | 1321 / 1321                                 |
| Radstand (mm):                   | 2438 mm                                                                  | 2438 mm                                                                  | 2438 mm                                     |
| Abmessungen (mm):                | 4343 × 1636 × 1418                                                       | 4343 × 1636 × 1418                                                       | 4343 × 1636 × 1418                          |
| Leergewicht(kg):                 | 939                                                                      | 970                                                                      | 989                                         |
| Höchstgeschwindigkeit (km/h):    | 144                                                                      | 156                                                                      | 162                                         |
| 0–100 km/h:                      | 17,5 s.                                                                  | 14,5 s.                                                                  | 12,3 s.                                     |
| Verbrauch (Liter/100 Kilometer): | 9,5                                                                      | 10,5                                                                     | 11,0                                        |